# Convention contre le trafic illicite de stupéfiants et de substances psychotropes
La Convention contre le trafic illicite de stupéfiants et de substances psychotropes de 1988, convoquée par l'ONU, fut ratifiée le 20 décembre 1988 à Vienne. Elle comporte 177 signataires au 1er novembre 2005 et fut mise en application le 11 novembre 1990.
Elle vient renforcer les dispositions de la Convention unique sur les stupéfiants de 1961 et de la Convention sur les substances psychotropes de 1971 en matière de lutte contre le trafic de stupéfiants en définissant des moyens légaux.

## Contexte
Dans son préambule, la convention présente une situation internationale en proie à une escalade incessante dans la guerre des drogues et souligne l'incapacité, malgré les conventions précédentes, de la communauté internationale à enrayer ce trafic. La convention aborde aussi les différents problèmes engendrés par le trafic et la production de drogue (instabilité politique et économique, exploitation de la misère...).
C'est pourquoi une grande partie de la convention vise à renforcer la coopération internationale en matière de crime organisé et de trafic illicite (saisie des capitaux issus du trafic de drogue, extradition pour les crimes liés aux drogues même pour des pays n'ayant pas de traité d'extradition entre eux).
De plus, elle établit une liste de substances contrôlées et étant considérées comme des précurseurs aux substances réglementées par les conventions précédentes. La convention s'est aussi dotée de textes permettant d'inclure de nouvelles substances dans ces tableaux sous le contrôle de l'OMS.

### Tableau I
- Acide N-acétylanthranilique
- Acide lysergique
- Anhydride acétique
- Éphédrine
- Ergométrine
- Ergotamine
- Isosafrole
- 3,4-méthylènedioxyphényl-2-propanone
- Noréphédrine
- Permanganate de potassium
- 1-phényl-2-propanone
- Pipéronal
- Pseudoéphédrine
- Safrole

Cette liste règlemente au même titre, les sels de ces substances, dans les cas où ces sels existent.

### Tableau II
- Acétone
- Acide anthranilique
- Acide chlorhydrique (voir remarque)
- Acide phénylacétique
- Acide sulfurique (voir remarque)
- Éther éthylique
- Méthyléthylcétone
- Pipéridine
- Toluène

Cette liste règlemente au même titre, les sels de ces substances, dans les cas où ces sels existent.
Remarque : Les sels de l’acide chlorhydrique et de l’acide sulfurique sont expressément exclus du Tableau II.